# المستوغر بن ربيعة التميمي
المستوغر بن ربيعة بن كعب السعدي التميمي شاعر، وفارس من أقدم شعراء العرب في العصر الجاهلي، يُكَنى بأبي بُهَيس والمستوغر لقبه وأسمه عمرو بن ربيعة، وكان أحد حُكَماء العرب المُعَمرين الذين عاشوا عمراً طويلاً وقد ذكر أبو عمرو بن العلاء أنه عاش ثلاثمائة وعشرين سنة. وقال عبد الملك بن هشام: «إنَّ الْمُسْتَوْغِرَ عُمِّرَ ثَلَاثَ ماِئَةِ سَنَةٍ وَثَلَاثِينَ سَنَةً وَكَانَ أَطْوَلَ مُضَرَ كُلِّهَا عُمْرًا». وقال ابن سلام الجمحي: «كان المستوغر بن ربيعة قدِيما وقد بقى بَقَاء طَويلا».

## نسبه
هو عمرو بن ربيعة بن كعب بن سعد بن زيد مناة بن تميم بن مُر السعدي التميمي

## شعره
قال يصف أيامه وطول عُمَره وأنه صار شيخاً كبيراً: